# Вільний корпус СС «Данмарк»
Вільний корпус СС «Данмарк» (нім. Dänische SS-Einheiten, дан. Frikorps Danmark) — військове формування Третього Рейху, що організаційно входило до складу «Германік-СС» (нім. Germanische-SS), сформоване з добровольців — громадян Данії за часів Другої світової війни. Вільний корпус СС «Данмарк» був створений данською нацистською партією (DNSAP) у співпраці з Німеччиною, для боротьби з Радянським Союзом.
29 червня 1941, через тиждень після нападу Німеччини на Радянський Союз, газета «Fædrelandet» данських нацистів (DNSAP) проголосили про створення корпусу. Корпус був розформований у 1943 році після розгрому в Дем'янському котлі.

## Історія
3 червня 1941 р. лідер ДНСАП Фріц Клаузен закликав данців вступати до полку "Нордланд" для боротьби зі "світовим ворогом" — комунізмом. 29 червня по всій Данії відкрилися вербувальні бюро для набору добровольців. Вже 3 липня 1941 р. перші данські добровольці, отримавши прапор, залишили Данію і попрямували до гамбурзьких казарм Лангехорн. Наказом Головного оперативного управління CC від 15 липня 1941 р. частину було названо Добровольче з'єднання Данія (Freiwilligenverband Danemark).

## Командування

### Командири
- Крістіан Педер Крюссінг (19 липня 1941 — 23 лютого 1942)
- Кнуд Берге Мартінсен (23 лютого — 1 березня 1942)
- Крістіан Фредерік фон Шальбург (1 березня — 2 червня 1942)
- Кнуд Берге Мартінсен (2 червня — 9 червня 1942)
- Ганс-Альберт фон Леттов-Форбек (9 червня — 11 червня 1942)
- Кнуд Берге Мартінсен (11 червня 1942 — 20 травня 1943)